# Lucía Regueiro
Lucía Regueiro (La Coruña, 18 de junio de 1982) es una actriz y presentadora española, muy conocida en Galicia por su trabajo en series de éxito como Serramoura o Libro de familia, y por presentar los programas  Malo Será  y  Bamboleo  y copresentar durante dos años el icónico programa Luar. Es licenciada en periodismo, toca el violín, estudia danza y monta a caballo.

## Televisión

### Como actriz
- 2016: Amar es para siempre en Antena 3 (como Aitana Terol)
- 2014-presente: Serramoura en Televisión de Galicia (Protagonista)
- 2004-2013: Libro de familia en Televisión de Galicia (319 capítulos)
- 2013: A casa da Conexa en Televisión de Galicia
- 2012: Escoba! en Televisión de Galicia
- 2006: A vida por diante en Televisión de Galicia
- 2000-2001: Mareas vivas en Televisión de Galicia

### Como presentadora
- 2018: Presentadora de Malo será!. Televisión de Galicia
- 2018: copresentadora festival benéfico www.asgpoh.com en Rianxo
- 2015: Copresentadora de Bamboleo Pequenos Fenómenos. Televisión de Galicia
- 2014: Presentadora de 30 noites G. Televisión de Galicia
- 2013: copresentadora de Luar. Televisión de Galicia
- 2013-2014: Presentadora de Recanteiros. Televisión de Galicia

### Como invitada
- Land Rober. Televisión de Galicia
- Gala 25 de xullo. 30 anos da TVG. Televisión de Galicia
- Unha noite de Nadal. Televisión de Galicia
- O país máis grande do mundo. Televisión de Galicia
- 30 anos de series. Televisión de Galicia
- Toc Toc, con permiso. Televisión de Galicia
- De quen vés sendo. Televisión de Galicia
- Heicho cantar. Televisión de Galicia
- Gran cambio. Televisión de Galicia
- Zig Zag. Televisión de Galicia
- A revista. Televisión de Galicia
- O clan dos impostores. Televisión de Galicia
- Comando chef. Televisión de Galicia
- Criaturas. Televisión de Galicia

## Largometrajes
- 2015: La playa de los ahogados de Gerardo Herrero. Foresta Films
- 2007: La marinera de Antón Dobao. Ficción Producciones /Diagonal TV

## Teatro
- 2013: O príncipe e o parrulo. Eme2. Títeres
- 2013: As marxes da desgraza. Laboratorio Teatral Deputación da Coruña
- 2012: Kafka e a boneca viaxeira. Eme2. Actriz y violinista
- 2010: Memoria de Helena e María. Teatro do Atlántico
- 2008: Unha primavera para Aldara. Teatro do Atlántico
- 2007: A Bombilla Máxica. Teatro do Atlántico
- 2007: Zardigot. Espello Cóncavo
- 2005: Seis personaxes á procura de autor. Centro Dramático Galego
- 2005: El carnaval de los animales. Orquestra Sinfónica de Galicia.[1]
- 2004: Camiño Longo. Teatro do Aquí
- 2004: El hada del abanico verde. Fundación Mª José Jove

## Premios
- Nominada como mejor comunicadora de televisión en los Premios Mestre Mateo 2016 por Luar
- Nominada como mejor actriz protagonista en los Premios Mestre Mateo 2015 por Serramoura.
- Nominada como mejor actriz protagonista en los Premios de Teatro María Casares 2011 por Memoria de Helena e María.
- Nominada como mejor actriz secundaria en los Premios de Teatro María Casares 2009 por Unha primavera para Aldara.
- Ganadora Mejor actriz juvenil en el IV Certamen de teatro Candilejas Don Bosco 2001 por Pelópidas.